# راغودة قوقازية
راغودة قوقازية (الاسم العلمي: Rhagodes caucasicus) هي نوع من العنكبوتيات يتبع جنس الراغودة من الفصيلة الراغودية.